# Mosquiter de Blyth
El mosquiter de Blyth (Phylloscopus reguloides) és una espècie d'ocell de la família dels fil·loscòpids (Phylloscopidae). Es troba a Bhutan, Cambodja, Xina, l'Índia, Laos, Myanmar, Nepal, Tailàndia i Vietnam. També nidifica al Pakistan i se'l pot trobar de pas a Bangladesh. Els seus hàbitats principals són els boscos tropicals i subtropicals de frondoses humits de les terres baixes i de l'estatge montà, els matollars de muntanya, els matollars humids tropicals i subtropicals, així com les terres llaurades. El seu estat de conservació es considera de risc mínim.
El nom comú ret homenatge al zoòleg anglès Edward Blyth (1810-1873).